# Ruta de Illinois 149
La Ruta de Illinois 149, y abreviada IL 149 (en inglés: Illinois Route 149) es una carretera estatal estadounidense ubicada en el estado de Illinois. La carretera inicia en el oeste desde la IL 3  , GRR 1   en Grimsby hacia el este en la IL 34     en Thompsonville. La carretera tiene una longitud de 73,9 km (45.92 mi).

## Mantenimiento
Al igual que las autopistas interestatales, y las rutas federales y el resto de carreteras estatales, la Ruta de Illinois 149 es administrada y mantenida por el Departamento de Transporte de Illinois por sus siglas en inglés IDOT.

## Cruces
La Ruta de Illinois 149 es atravesada principalmente por la  US 51  I 57 .